# جابانيز بريكفاست
جابانيز بريكفاست (بالإنجليزية: Japanese Breakfast)‏ هي فرقة إيندي روك أمريكية-كورية تأسست في 2013.

## روابط خارجية
جابانيز بريكفاست على موقع IMDb (الإنجليزية)
- جابانيز بريكفاست على موقع ميوزك برينز (الإنجليزية)
- جابانيز بريكفاست على موقع أول ميوزيك (الإنجليزية)